# Cybianthus sellowianus
Cybianthus sellowianus är en viveväxtart som beskrevs av Carl Christian Mez. Cybianthus sellowianus ingår i släktet Cybianthus, och familjen viveväxter. Inga underarter finns listade i Catalogue of Life.